# هولمز بيكويذ
هولمز بيكويذ (بالإنجليزية: Holmes Beckwith)‏ هو عالم سياسة أمريكي، ولد في 1884، وتوفي في 1921.